# آسان‌تر
«آسان‌تر» (انگلیسی: Easier) آهنگ از گروه پاپ راک استرالیایی فایو سکندز آو سامر که ۲۳ می ۲۰۱۹ منتشر شد.